# August Wilhelm Larsson
August Wilhelm Larsson, A.W. Larsson, född 2 oktober 1827 i Allhelgona socken, Östergötlands län, död 18 april 1908 i Stockholm, var en svensk organist och musiklärare. 
Larsson avlade musikdirektörsexamen vid musikkonservatoriet i Stockholm 1851. Han blev musiklärare vid Maria lägre elementarläroverk i Stockholm 1860, vid Högre allmänna läroverket på Södermalm 1880–1899 och vid Stockholms högre realläroverk 1881–1890. Han var organist i Maria Magdalena församling i Stockholm från 1862.